# Russische Klassische-Pyramide-Meisterschaft
Die russische Klassische-Pyramide-Meisterschaft ist ein unregelmäßig ausgetragenes Billardturnier zur Ermittlung der nationalen Meister Russlands in der Klassischen Pyramide, einer Disziplin des Russischen Billards.
Rekordmeister ist der zweimalige Sieger Oleg Jerkulew.

## Die Turniere im Überblick
| Jahr | Russischer Meister | Ergebnis | Finalist           | Halbfinalisten 1  |
| ---- | ------------------ | -------- | ------------------ | ----------------- |
| 2016 | Wagif Bagirow      | 3:1      | Alexander Terechow | Fjodor Kolmagorow |
| 2016 | Wagif Bagirow      | 3:1      | Alexander Terechow | Andrei Osminin    |
| 2018 | Oleg Jerkulew      | 4:2      | Alexander Murawjow | Jegor Plischkin   |
| 2018 | Oleg Jerkulew      | 4:2      | Alexander Murawjow | Wadim Agischew    |
| 2019 | Artjom Balow       | 4:0      | Sergei Goryslawez  | Jegor Plischkin   |
| 2019 | Artjom Balow       | 4:0      | Sergei Goryslawez  | Wiktor Kurilenko  |
| 2021 | Oleg Jerkulew      | 3:0      | Alexander Murawjow | Artjom Balow      |
| 2021 | Oleg Jerkulew      | 3:0      | Alexander Murawjow | Wagif Bagirow     |

## Rangliste
| Platz | Spieler       | Gold | Silber | Bronze |
| ----- | ------------- | ---- | ------ | ------ |
| 1     | Oleg Jerkulew | 2    | 0      | 0      |
| 2     | Wagif Bagirow | 1    | 0      | 1      |
| 2     | Artjom Balow  | 1    | 0      | 1      |